# Kein Fall für FBI
Kein Fall für FBI ist eine US-amerikanische Krimiserie, von der zwischen 1959 und 1962 drei Staffeln produziert wurden. In der dritten Staffel waren die Episoden statt zuvor 30 Minuten nun eine Stunde lang.

## Handlung
Captain Matt Holbrook ist Leiter einer Spezialabteilung der Kriminalpolizei in einer nicht genannten US-amerikanischen Großstadt. Er stellt sich sein Team aus Spezialisten für verschiedene Verbrechensarten wie Mord, Einbruch und Betrug zusammen. Im Verlauf der Serie wechseln die Mitglieder, nur Holbrook und John Russo wirken in allen Folgen mit. Durch die Bearbeitung verschiedener Delikte rücken die jeweiligen Spezialisten in den Vordergrund.

## Figuren

### Hauptfiguren

#### Captain Matt Holbrook
Detective Captain Matt Holbrook ist der Leiter der Abteilung, ein sehr erfahrener Beamter. Die Arbeit steht für ihn an erster Stelle, und er verlangt von seinen Mitarbeiter dieselbe Disziplin.

#### Det. Lt. Jim Conway
Detective Lieutenant James „Jim“ Conway kommt von der Mordkommission. Der Frauenheld wird später durch den unerfahrenen Sergeant Chris Ballard abgelöst.

#### Det. Lt. John Russo
Detective Lieutenant John „Johnny“ Russo ist Spezialist für Einbruchsdiebstahl. Sein Markenzeichen ist die Zigarre.

#### Det. Lt. Otto Lindstrom
Detective Lieutenant Otto Lindstrom ist neben dem Captain der erfahrenste Mitarbeiter der Abteilung, sein Spezialgebiet ist Betrug. Er wird später durch Steve Nelson abgelöst.

#### Det. Sgt. Chris Ballard
Detective Sergeant Chris Ballard löst in der zweiten Staffel James Conway ab.

#### Det. Sgt. Steve Nelson
Detective Sergeant Steve Nelson stößt in der letzten Staffel der Serie zur Abteilung, er ersetzt Otto Lindstrom.

## Hintergrund
Das ZDF strahlte die halbstündigen Folgen ab 1967 jeweils dienstags im Vorabendprogramm aus. Folgen der dritten Staffel wurden nicht eingekauft und synchronisiert; diese waren von NBC auf 60 Minuten verlängert worden. NBC änderte zusätzlich auch den Titel der Serie von The Detectives zu Robert Taylor’s Detectives. Der Hollywoodschauspieler war klar der Mittelpunkt der Serie. Taylors Ehefrau Ursula Thiess war in 15 Folgen der Serie als Lisa Bonay zu sehen. Adam West erlangte erst später als Batman weltweite Bekanntheit. Drehbücher steuerten unter anderem Gene Roddenberry, Joseph Stefano, Donald S. Sanford, Borden Chase und Howard Dimsdale bei. Zu den Gaststars zählten Edward G. Robinson, Telly Savalas, Michael Constantine, Diane Ladd, Martin Landau, Robert Culp, James Coburn, Bruce Dern, Vera Miles und Michael Parks.

## DVD
2011 wurde die erste Staffel in Deutschland auf DVD veröffentlicht, 2012 folgte die zweite Staffel. 2015 erschien eine Komplettbox, die jedoch nur die 59 synchronisierten Folgen enthielt.